# Latidae

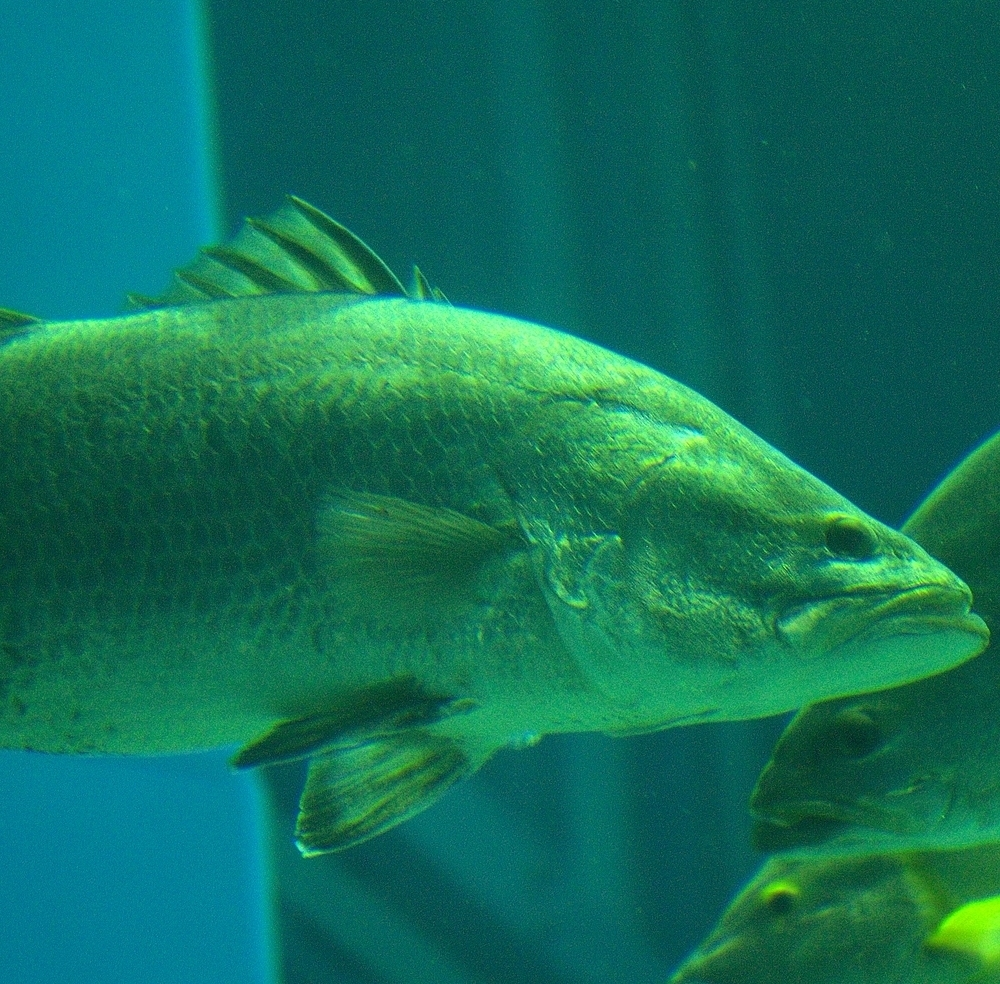
Lates japonicus

Los Latidae (percas) son una familia de peces, unos de río y otros marinos, incluida en el orden Perciformes. Hasta el año 2004 se encuadraban sus especies en la familia Centropomidae, pero a raíz de un estudio en el que se demostró que no estaban emparentados con el resto de dicha familia se creó la familia Latidae.
Se distribuyen por ríos de África, océano Índico y océano Pacífico.
Muchas especies de esta familia tienen importancia pesquera y comercial, habiendo sido introducidas en ríos y lagos fuera de sus áreas nativas con vistas a su pesca. La "perca del Nilo" es un fiero depredador, por lo que su introducción en algunos ecosistemas acuáticos ha provocado la extinción de muchas otras especies de peces.

## Géneros y especies
Se agrupan en tres géneros con las pocas especies siguientes:
- Género Hypopterus (Gill, 1861)
  - Hypopterus macropterus (Günther, 1853) - Perca marina del oeste de Australia.

- Género Lates (Cuvier en "Cuvier y Valenciennes", 1828)
  - Lates angustifrons (Boulenger, 1906) - Perca del Tanganika.
  - Lates calcarifer (Bloch, 1790) - Barramundi
  - Lates japonicus (Katayama y Taki, 1984) - Perca japonesa.
  - Lates longispinis (Worthington, 1932) - Perca del Rodolfo.
  - Lates macrophthalmus (Worthington, 1929) - Perca del Albert.
  - Lates mariae (Steindachner, 1909)
  - Lates microlepis (Boulenger, 1898)
  - Lates niloticus (Linnaeus, 1758) - Perca del Nilo.
  - Lates stappersii (Boulenger, 1914)

- Género Psammoperca (Richardson, 1848)
  - Psammoperca waigiensis (Cuvier, 1828) - Perca marina waigeo.